# Simone Schiaffino (destroyer)
Pour les articles homonymes, voir Simone Schiaffino.
Le Simone Schiaffino (fanion « SF ») était un destroyer (puis, plus tard, un torpilleur) italien, de la classe Rosolino Pilo, lancé en 1915 pour la Marine royale italienne (en italien : Regia Marina).

## Conception et description
Ces navires avaient une longueur totale de 73 mètres, une largeur de 7,3 mètres et un tirant d'eau de 2,7 mètres. Ils déplaçaient 672 tonnes à charge normale, et 720  tonnes à pleine charge. Leur effectif était de 69 officiers, sous-officiers et marins.
Les Rosolino Pilo étaient propulsés par deux turbines à vapeur, chacune entraînant un arbre d'hélice et utilisant la vapeur fournie par quatre chaudières. La puissance nominale des turbines était de 16 000 chevaux-vapeur (11 700 kW) pour une vitesse de 30 nœuds (55 km/h) en service. Ils avaient une autonomie de 1 440 milles nautiques (2 660 km) à une vitesse de 13 nœuds (24 km/h). Ils transportaient 128 tonnes de naphte.
Leur batterie principale en 1918 était composée de 5 canons Schneider Modèle 1914 de 102/35 mm. La défense antiaérienne (AA) des navires de la classe Rosolino Pilo était assurée par 1 canon simple Vickers-Armstrong QF 2 lb de 40/39 mm. Ils étaient équipés de 4 tubes lance-torpilles de 450 millimètres dans deux supports doubles au milieu du navire.

## Construction et mise en service
Le Simone Schiaffino est construit par le chantier naval Cantiere navale di Sestri Ponente à Sestri Ponente en Italie, et mis sur cale le 12 septembre 1913. Il est lancé le 2 septembre 1915 et est achevé et mis en service le 7 novembre 1915. Il est commissionné le même jour dans la Regia Marina.

## Histoire de service
Le Schiaffino entre en service quelques mois après l'entrée de l'Italie dans la Première Guerre mondiale.
Dans la nuit du 11 au 12 décembre 1915, le Schiaffino et un autre destroyer, le Ardito, escortent les navires à vapeur Epiro et Molfetta avec des fournitures pour les troupes serbes de Brindisi à Durrës, supervisent le déchargement des matériaux et les escortent ensuite sur leur route de retour à Brindisi.
En décembre 1916, le navire est à l'œuvre à Brindisi.
Dans la nuit du 14 au 15 mai 1917, le canal d'Otrante fait l'objet d'une double attaque austro-hongroise visant à la fois à détruire les dériveurs, bateaux de pêche armés patrouillant le barrage anti-sous-marin du canal d'Otrante, et, par diversion, à détruire un convoi italien à destination de l'Albanie. À 4h50 le 15 mai, à la suite de la nouvelle de ces attaques, le Schiaffino est déployé avec le destroyer Pilo et le croiseur léger britannique HMS Dartmouth (1910), faisant alors route vers le nord-est pour intercepter la formation navale ennemie. Vers 8h10, lors d'un premier engagement, le croiseur éclaireur Aquila (l'une des nombreuses unités envoyées à la poursuite avec le HMS Dartmouth, le Pilo et le Schiaffino) est immobilisé. Vers 9h05, alors que les trois croiseurs éclaireurs austro-hongrois SMS Saida, SMS Helgoland et SMS Novara se dirigent vers le Aquila endommagé, le HMS Dartmouth, le HMS Bristol (1910) (un autre croiseur britannique) et les destroyers Acerbi et Mosto se placent entre le navire immobilisé et les navires ennemis, ouvrant le feu à 9h30, à 8 500 mètres. Les trois navires autrichiens se replient vers le nord-ouest et la formation anglo-italienne les poursuit à des distances comprises entre 4 500 et 10 000 mètres, en continuant à tirer; tous les grands navires sont endommagés dans la bataille, mais la formation dont fait partie le Schiaffino doit interrompre l'action et s'éloigner à 12h05, car, étant arrivés près de la base austro-hongroise de Cattaro, le croiseur blindé SMS Sankt Georg et les destroyers SMS Tátra et SMS Warasdiner sont également partis en renfort des croiseurs éclaireurs ennemis.
Le 19 octobre 1917, à 6h30, il quitte Brindisi avec les croiseurs éclaireurs Pepe et Poerio et les destroyers Insidioso et Bronzetti, à la poursuite d'un groupe de navires austro-hongrois (croiseur éclaireur SMS Helgoland, destroyers SMS Csepel, SMS Tátra, SMS Triglav, SMS Lika, SMS Orjen et SMS Balaton) partis de Kotor pour attaquer les convois italiens. Le SMS Helgoland et le SMS Lika, n'ayant trouvé aucun convoi, naviguent en vue de Brindisi pour être poursuivis par les navires italiens et les attirer dans la zone d'embuscade des sous-marins (U-boote) U 32 et U 40, mais après une longue poursuite qui voit également quelques attaques aériennes sur les unités ennemies, tous les navires italiens rentrent au port sans dommages.
Le 2 octobre 1918, il est en mer avec le cuirassé Dante Alighieri, les explorateurs croiseurs éclaireurs Racchia, Rossarol, Pepe et Poerio et le destroyer Nievo pour contrer une éventuelle contre-attaque des navires ennemis venant de Cattaro afin d'empêcher le bombardement de Durrës par d'autres unités italiennes et britanniques.
En novembre 1918, une unité chargée de l'occupation de la ville débarque à Žirje.
Après 1918, le Schiaffino subit des modifications qui voient le remplacement des canons de 76 mm par 5 canons de 102 mm et l'embarquement de 2 canons antiaériens de 40 mm; le déplacement à pleine charge passe à 900 tonnes.
En 1929, le navire est déclassé en torpilleur.
Lorsque l'Italie est entrée dans la Seconde Guerre mondiale, le Schiaffino fait partie du Ve escadron de torpilleurs (La Farina, Abba, Albatros, Dezza) basé à Messine. Il opère dans des missions d'escorte, de surveillance côtière et de sauvetage de transport
Le 24 avril 1941, alors qu'il pose des bouées de signalisation dans les eaux du Cap Bon, le Schiaffino heurte une mine que venaient de poser des unités italiennes et explose, coulant par l'arrière en trois minutes,.
La plupart de l'équipage est tué: seuls quelques hommes de la proue peuvent se sauver, 36 survivants en tout. Parmi les disparus figure également le commandant du navire, le capitaine de corvette (capitano di corvetta) Riccardo Argentino.

## Sources
- (it) Cet article est partiellement ou en totalité issu de l’article de Wikipédia en italien intitulé « Simone Schiaffino (cacciatorpediniere) » (voir la liste des auteurs).